# Signal Hill (Californie)
Pour les articles homonymes, voir Signal Hill.
Signal Hill est une municipalité située dans le comté de Los Angeles, dans l'État de Californie, aux États-Unis. Lors du recensement de 2010 sa population était de 11 016 habitants.

## Géographie
Selon le Bureau du recensement, elle a une superficie de 5,8 km2.

## Histoire
Dans les années 1920, du pétrole a été découvert à Signal Hill et à Long Beach. Grâce à ces nouveaux gisements, en 1930, la Californie représentait près du quart de la production mondiale de pétrole. Dans les décennies qui suivirent, la plupart des puits fermèrent, et d’autres furent ouverts, encerclés par la croissance urbaine.

## Démographie
| Groupe            | Signal Hill | Californie | États-Unis |
| ----------------- | ----------- | ---------- | ---------- |
| Blancs            | 42,2        | 57,6       | 72,4       |
| Asiatiques        | 20,4        | 13,1       | 4,8        |
| Autres            | 16,1        | 17,0       | 6,2        |
| Afro-Américains   | 13,6        | 6,2        | 12,6       |
| Métis             | 5,7         | 4,9        | 2,9        |
| Océaniens         | 1,2         | 0,4        | 0,2        |
| Amérindiens       | 0,8         | 1,0        | 0,9        |
| Total             | 100         | 100        | 100        |
|                   |             |            |            |
| Latino-Américains | 31,5        | 37,6       | 16,7       |

Selon l'American Community Survey, pour la période 2011-2015, 57,93 % de la population âgée de plus de 5 ans déclare parler l'anglais à la maison, 26,51 % déclare parler l'espagnol, 4,35 % le tagalog, 4,30 % le khmer, 1,44 % le vietnamien, 1,41 % une langue chinoise, 0,85 % une langue africaine, 0,85 % l'allemand et 2,35 % une autre langue.
| 1930  | 1940  | 1950  | 1960  | 1970  | 1980  |
| ----- | ----- | ----- | ----- | ----- | ----- |
| 2 932 | 3 184 | 4 040 | 4 627 | 5 588 | 5 734 |

| 1990  | 2000  | 2010   | - | - | - |
| ----- | ----- | ------ | - | - | - |
| 8 371 | 9 333 | 11 016 | - | - | - |